# Гренландски кит
Гренландските китове (Balaena mysticetus) са вид едри бозайници от семейство Гладки китове (Balaenidae). Живеят в Северния ледовит океан. Имат масивно тъмно тяло без гръбна перка и достигат 20 m дължина. Максималната им маса е до 150 t, като по този показател са на второ място сред животните след синия кит (Balaenoptera musculus).